# Астеронихиды
Астеронихиды (лат. Asteronychidae) — семейство иглокожих из отряда ветвистых офиур (Euryalida) класса офиур.

## Описание
Морские иглокожие. Диск от пятиугольного до круглого; высокий (выше уровня рук-лучей). Дорсальный диск без гранул; со скрытыми первичными пластинами; без шипов. Чешуя на спинном диске без бугорков. Форма лучей неразветвленная; длина более 4-кр. диаметра диска; покрытие без гранул/шипов/бугорков. Гребни лучей отсутствуют. Дорсальная пластина лучей отсутствует. Дополнительная дорсальная пластина лучей отсутствует. Имеется вентральная пластина руки.

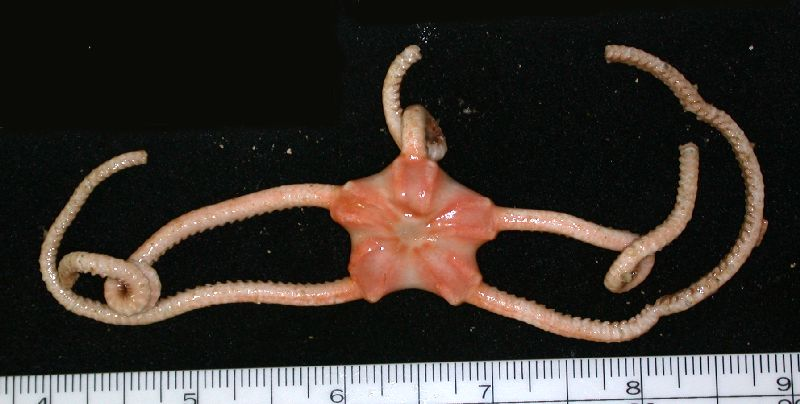
Asteronyx loveni.
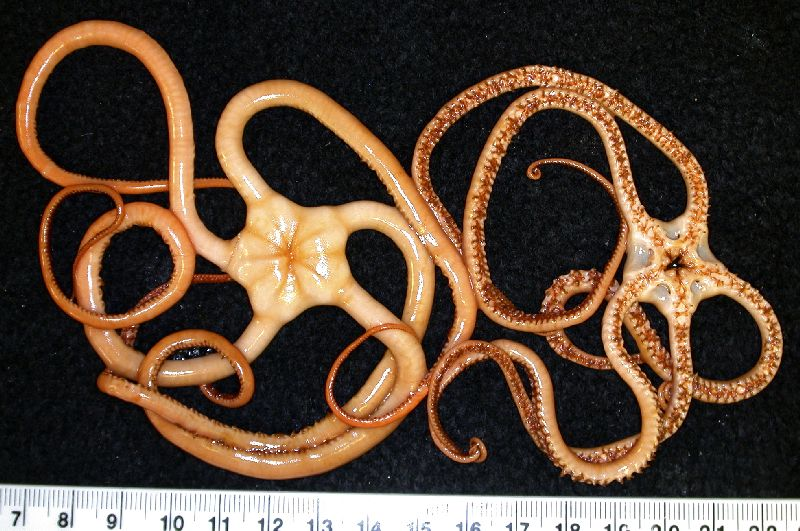
Astrodia tenuispina.

## Классификация
Выделяют следующие родовые таксоны:
- Asteronyx Müller & Troschel, 1842
- Astrodia Verrill, 1899
- Astronebris Downey, 1967[7]
- †Lillithaster Thuy, Numberger-Thuy & Jagt, 2018[8]
- Ophioschiza H.L.Clark, 1911